# Ali Salman
Dallah Ali Salman (arab. علي سلمان) – iracki koszykarz i lekkoatleta, reprezentant swego kraju na Letnich Igrzyskach Olimpijskich 1948 (wystąpił w zawodach koszykówki i lekkoatletyki).
W lekkoatletyce startował w biegach na 100 i 200 metrów, jednak w obu przypadkach odpadał w eliminacjach.
Salman startował także w koszykówce. W spotkaniu przeciwko reprezentacji Włoch, Salman zdobył dwa punkty, raz faulując. Razem z kolegami z reprezentacji zajął 22. miejsce, a jego drużyna przegrała wszystkie mecze turnieju.